# Тартан (военачальник)
Тартан — ассирийский военачальник при царях Саргоне II и Синнахерибе. При Саргоне он был послан против города Азота и захватил его. При Синнахерибе Тартан послан был против Иерусалима. Имя Тартана — вероятно, название должности («туртан»).